# Bacillus clausii
A Bacillus clausii a bél normál flórájához tartozó, nem patogén baktériumtörzs, melyet a bélflóra helyreállítására használnak.
Szájon át alkalmazva, az ellenálló Bacillus clausii spórái átjutnak a gyomron és sértetlenül érik el a béltraktust, ahol vegetatív formává alakulnak.
A Bacillus clausii alkalmazása segíti a bélflóra helyreállását különböző eredetű diszmikrobizmus esetén. 
A Bacillus clausii különböző vitaminok, különösen a B-vitamin csoport termelésére képes.
A készítmény alkalmazásával antitoxikus hatás érhető el.
A mesterségesen előidézett antibiotikum-rezisztencia biztosítja a bacillus számára a széles spektrumú antibiotikumok  hatását követően kialakuló bélflóraegyensúly helyreállítását. 
A rezisztencia a következő antibiotikumokra vonatkozik: penicillin, cefalosporinok, tetraciklinek, makrolidok, aminoglikozidok, novobiocin, klóramfenikol, tiamfenicol, linkomicin, izoniazid, cikloszerin, rifampicin, nalidixsav és pipemidinsav.

## Lásd még
Bacillus clausii

## Javallatok
- intestinalis diszmikrobizmus és endogén diszvitaminozis kezelése és megelőzése.
- bélflóra helyreállítására antibiotikumokkal vagy kemoterápia során kialakuló eltérések esetén.
- gastrointestinális fertőzés miatti hasmenés kezelése.
- gyermekkori akut és krónikus gyomor-bélrendszeri betegségek kezelése.

## Készítmények
- Normaflore (sanofi-aventis)